# Comuna Santău, Satu Mare
Santău (în maghiară Tasnádszántó, în germană Santeu) este o comună în județul Satu Mare, Transilvania, România, formată din satele Chereușa, Santău (reședința) și Sudurău.

## Istoric
Primarul comunei în perioada 2008-2012 a fost Gheorghe Mihalca, în prezent director adjunct la Agenția de Plăți și Intervenție în Agricultură Satu Mare. Din 2012 primarul comunei este Marinel Rotar.

## Demografie
Componența etnică a comunei Santău
     Români (47,27%)
     Maghiari (29,23%)
     Romi (16,45%)
     Alte etnii (7,05%)
Componența confesională a comunei Santău
     Ortodocși (55,59%)
     Reformați (17,95%)
     Romano-catolici (16,18%)
     Baptiști (1,45%)
     Alte religii (1,64%)
     Necunoscută (7,18%)
Conform recensământului efectuat în 2021, populația comunei Santău se ridică la 2.200 de locuitori, în scădere față de recensământul anterior din 2011, când fuseseră înregistrați 2.377 de locuitori. Cei mai mulți locuitori sunt români (47,27%), cu minorități de maghiari (29,23%) și romi (16,45%). Din punct de vedere confesional, majoritatea locuitorilor sunt ortodocși (55,59%), cu minorități de reformați (17,95%), romano-catolici (16,18%) și baptiști (1,45%), iar pentru 7,18% nu se cunoaște apartenența confesională.

## Politică și administrație
Comuna Santău este administrată de un primar și un consiliu local compus din 11 consilieri. Primarul, Marinel Rotar[*], de la Partidul Național Liberal, este în funcție din 1 noiembrie 2024. Începând cu alegerile locale din 2024, consiliul local are următoarea componență pe partide politice:
|  | Partid                                 | Consilieri | Componența Consiliului | Componența Consiliului | Componența Consiliului | Componența Consiliului | Componența Consiliului | Componența Consiliului | Componența Consiliului | Componența Consiliului |
|  | -------------------------------------- | ---------- | ---------------------- | ---------------------- | ---------------------- | ---------------------- | ---------------------- | ---------------------- | ---------------------- | ---------------------- |
|  | Partidul Național Liberal              | 8          |                        |                        |                        |                        |                        |                        |                        |                        |
|  | Uniunea Democrată Maghiară din România | 2          |                        |                        |                        |                        |                        |                        |                        |                        |
|  | Partidul Social Democrat               | 1          |                        |                        |                        |                        |                        |                        |                        |                        |